# Folkeforsamlinger (Rom)
De romerske folkeforsamlinger (latin: comitia; sg. comitium) var institutioner i antikkens Rom, der (i hvert fald i teorien) fungerede som maskineriet i den romerske lovgivende magt og dermed vedtog al lovgivning. Ligeledes beskæftigede forsamlingerne med retslige anliggender og fungerede således også som den juridiske  og dømmende magt. 
Da forsamlingerne opererede på basis af direkte demokrati, ville almindelige borgere – og ikke valgte repræsentanter – afgive alle stemmer. Forsamlingerne var underlagt stærke kontrolforanstaltninger fra den udøvende magt (højtrangerede romerske magistrater såsom konsuler og praetorer) og det romerske Senat. Love blev vedtaget – og magistrater valgt – af kurierne (i Kurie-forsamlingen), triberne (i Tribus-forsamlingen) og centurierne (i Centurie-forsamlingen). 
Da byen Rom blev grundlagt (traditionelt dateret til 753 f.Kr.), blev både et Senat og én forsamling (Kurie-forsamlingen) dannet. Kurie-forsamlingen var den vigtigste lovgivende forsamling under det Romerske Kongerige. Mens dens primære formål var at vælge nye konger, havde den også rudimentære lovgivningsmæssige beføjelser. Kort efter grundlæggelsen af den Romerske Republik (traditionelt dateret til 509 f.Kr.) skiftede den primære lovgivende myndighed til to nye forsamlinger: Tribus-forsamlingen ("Borgernes Forsamling") og Centurie-forsamlingen.
Under det Romerske Kejserrige blev de beføjelser, som forsamlingerne tidligere havde haft, overført til Senatet. Mens forsamlingerne med tiden mistede enhver antydning af politisk magt, fortsatte de romerske borgere med at samles i dem af organisatoriske årsager. I sidste ende blev forsamlingerne dog opgivet.
Teknisk set skelner man mellem Plebejerforsamlingen (latin: Concilium Plebis) og de tre andre forsamlinger (Kurie, Centurie og Tribus). Førstnævnte var et concilium (dansk: "Råd"), for en bestemt klasse af borgere (kun for plebejere). De tre sidstnævnte var comitia (dansk: "forsamlingsplads"), hvor alle borgere var repræsenteret. Plebejerforsamlingen havde dog i praksis lignende formål, som de tre andre forsamlinger: her blev der også vedtaget love (kaldet plebiscites) og valgte forskellige embedsmænd (plebejertribuner og plebejiske ædiler).

## Historie

### Forsamlinger i det Romerske Kongerige
De lovgivende forsamlinger i det Romerske Kongerige var politiske institutioner. Mens én forsamling – Kurie-forsamlingen – havde nogle lovgivningsbeføjelser, involverede disse beføjelser ikke mere end en ret til symbolsk at ratificere dekreter udstedt af den romerske konge. Funktionerne i den anden forsamling – Calculate-forsamlingen – var udelukkende religiøse.
I løbet af det Romerske Kongeriges var Roms folk organiseret på grundlag af enheder kaldet kurie. Alle borgerne i Rom var inddelt i samlet 30 kurier. Disse kurier var de grundlæggende enheder i forhold til opdeling i de to forsamlinger. Medlemmerne i hver kurier ville stemme, og flertallet i hver kurier ville bestemme, hvordan den enkelte kurier stemte i forsamlingen. Således var ét flertal af kurier (16 ud af de i alt 30 kurier ) nødvendige under enhver afstemning i enten Kurie-forsamlingen eller Calculate-forsamlingen. Forsamlingerne fungerede som den romerske lovgivende magt.
Kongen præsiderede over forsamlingen og forelagde dekreter for den til ratifikation. Efter en konge døde, valgte interrex én kandidat til at erstatte kongen. Efter at kandidaten havde modtaget godkendelse fra det Senatet, afholdt interrex det formelle valg i Kurie-forsamlingen. Efter Kurie-forsamlingen havde valgt den nye konge – og Senatet ratificerede dette valg – så præsiderede interrex over forsamlingen, når den stemte om den lov, der tildelte kongen hans juridiske beføjelser (lex curiata de imperio). På kalendae (den første dag i måneden) og nonae (omkring den femte dag i måneden) mødtes denne forsamling for at høre bekendtgørelser. Appeller der blev hørt af denne forsamling måtte ofte beskæftige sig med spørgsmål vedrørende romersk familieret. På to faste dage om foråret skulle forsamlingen altid mødes for at være vidne til testamenter og adoptioner. Forsamlingen havde også jurisdiktion over optagelsen af nye familier i én kurie, overførslen af familier mellem to kurier og flytningen af enkeltpersoner fra plebejer (almindelig) til patricier (aristokratisk) status (eller omvendt).

## Lovgrundlaget
Den romerske republik havde ikke en egentlig nedskreven forfatning. De tolv tavler var fra den tidligste periode og fastlagde mos maiorum, dvs. forfædrenes skikke. Tavlerne var betydningsfulde for den moralske fortolkning af gældende lov og ret, men ikke juridisk bindende i moderne forstand.

## Dynamik
Mange fremstillinger af Romerriget skildrer det som statisk, men i virkeligheden er der et ret omfattende dynamisk element i Folkeforsamlingens sammensætning og rolle. Fire forhold må især tages i betragtning:
- Tidsfaktoren
- Inddelingen
- Kompetencefordelingen
- Afstemningsreglerne

## Tidsfaktoren
De fleste fremstillinger har omdrejningspunkt i år 447 f.v.t., hvor en større reform af Folkeforsamlingen trådte i kraft. Herefter forekommer der forskellige ændringer indtil Pompejus’ reform i 70 f.v.t.. Ordningen herfra er velbeskrevet hos Cicero. Forskerne er derfor bedst bekendt med Folkeforsamlingens funktion i republikkens sidste 30 år.

## Inddelingen
Folkeforsamlingens latinske betegnelse er Comitia, og den var oprindelig inddelt efter curierne, stammeinddelingen under Kongedømmet. Afstemninger foregik efter et statusprincip, hvor de samfundsklasser, der nød størst anseelse, stemte først. Som politisk instans fungerede Comitia Curiata dog næppe i republikkens tid, men den havde formentlig stadig en symbolsk betydning, der dog ikke må undervurderes, da de religiøse ceremonier havde stor betydning for de beslutninger, der blev truffet. Magten var herefter delt mellem de to typer af folkeforsamlinger, som i løbet af den romerske republiks udvikling blev repræsentation for folket som helhed. Folket er i denne sammenhæng defineret som frie voksne mænd. 

## "Comitia Centuriata"
Denne Folkeforsamling går også under betegnelsen Centurieforsamlingen. Navnet er afledt af centum (hundrede) og refererer til militærreformen, hvor hæren blev inddelt i enheder på hver 100 mand ca. 450 f.v.t.. Centurieforsamlingen var både lovgivende og dømmende magt, ligesom den forestod valget af censorer, consuler og prætorer. Da der ikke var nogen skarp skelnen mellem civile og militære sager, var den også besluttende ved erklæring af krig. Stemmeretten tilfaldt de mænd, der var pligtige til krigstjeneste.

### Lovgivende magt
Love og Beslutninger skulle forelægges af en magistrat med imperium, normalt en consul. Sagerne blev stillet til vedtagelse med udgangspunkt i opdelingen efter status. Selv om det egentlige er en forsamling af soldater var det strengt forbudt at fremmøde bevæbnet og det var påbudt at bære toga.

### Dømmende magt
I sager, der kunne udløse dødsstraf eller landsforvisning var centurieforsamlingen den dømmende magt. I sager, der kunne afgøres med bøde var tribusforsamlingen også kompetent instans.

## "Comitia Tributa"
Plebejerne krævede indflydelse efter kongedømmets afskaffelse, og organet for denne blev Comitia Tributa. (tribusforsamlingen), som fungerede fra 471 f.v.t. Inddelingen her var en opdeling efter lokalområder, der formentlig havde en oprindelig funktion som administrativ enhed. Fra 241 f.v.t. omfattede inddelingen 35 triber, hvoraf de 4 rummede bybefolkningen. Det var censorerne, der førte kontrollen med inddelingen og disse formodes at have taget politiske hensyn, når denne ændredes.
Comitia Tributa fik i 471 f.v.t. kompetence til at vælge folketribunerne, men blev i løbet af republikkens udvikling også pålagt valghandlinger af de lavere embedsmænd, Kvæstorer og Ædiler som opgave. Denne forsamling skulle ledes af folketribunen, og beslutningerne havde formentlig kun bindende kraft for plebejerne.

### Lovgivende magt
Tribusforsamlingen kunne oprindelig ikke vedtage Love, men havde myndigheden til at foretage beslutninger der var bindende for Plebejerne.Ved stadfæstelsen af De Liciniske Love i 367 f.v.t., der var sket på foranledning af Gajus Licinius Stolo, fik plebejerne adgang til konsulatet. Ved Lex Hortensia i 287 f.v.t. blev det gjort muligt at binde hele folket til disse beslutninger, dog ikke i militære anliggender.

### Dømmende Magt
Tribusforsamlingen kunne kun dømme i sager, hvor anklageren forelagde bødestraf. I alvorligere sager var centurieforsamlingen den relevante instans. Den juridiske magtdeling var formentlig allerede principielt gennemført med De Licinske Love.

## Kompetencefordelingen
Som det fremgår af beskrivelsen af centurieforsamlingen, var denne den højst rangerede, selv om der i løbet af den 400 – årige periode skete visse ændringer. En af de afgørende ændringer bestod i, at tribunen opnåede absolut vetoret overfor alle beslutninger og samtidig gjort fredhellig. Dermed skabte romerne en stat i staten.
Forskerne er uenige om, hvorvidt Tribusforsamlingen efter reformen i 287 f.v.t. blev udvidet til at omfatte alle borgere, altså ikke kun plebejere. Nogle mener, at consilium plebs, der var plebejernes oprindelige rådgivende organ forsatte med beføjelsen at udnævne tribunen, men at forsamlingen i beslutningssituationer omfattede alle stemmeberettigede.

## Afstemningsreglerne
Afstemningerne foregik på Marsmarken,m hvor deltagerne blev luikket ind i stemmeområdet efter nøje fastlagt orden. Afstemningsreglerne er ikke helt klarlagt, men i centurieforsamlingen foregik det efter følgende generelle princip: Først lod man en centurie stemme før de andre, den såkaldte praerogative afstemning. Resultatet blev bekendtgjort før de andre centurier stemte. Da resultatet af afstemningen, i alt fald i den tidlige fase af republikkens historie blev offentliggjort gruppevis, kan de fineste samfundsgruppers afstemning have påvirket valghandlingen. Når et flertal af stemmerne var opnået, afblæste man resten af valgproceduren.

## Folkeforsamlingens magt
Afstemningsproceduren var i sig selv en begrænsning af folkelig indflydelse, ligesom Folkeforsamlingens suverænitet reelt blev begrænset af magistratens ret til at tage initiativet og af Senatets indflydelse på lovene og på domspraksis. Selv om senatet kun var rådgivende organ, repræsenterede det de magtfulde samfundsgrupper og dets beslutninger var udtryk for disse gruppers interesser. Romerriget var i sidste instans et hierarkisk opdelt samfund, hvor de højeste statusklasser fastholdt magten gennem en del- og hersk-politik.